# Jeff Strasser
 (novembre 2013).
Si vous disposez d'ouvrages ou d'articles de référence ou si vous connaissez des sites web de qualité traitant du thème abordé ici, merci de compléter l'article en donnant les références utiles à sa vérifiabilité et en les liant à la section « Notes et références ».
Jeff Strasser est un footballeur luxembourgeois né le 5 octobre 1974 à Luxembourg. Il a joué au poste de défenseur. Il est l'actuel sélectionneur du Luxembourg.

## Biographie
Jeff Strasser a été formé au FC Metz, club avec lequel il a joué en première division. Il quitte le club lorrain à la fin de la saison 1999, pris en grippe par une partie du public, à la suite de quelques erreurs. Il a en particulier marqué un but contre son camp face à Helsinki en tour préliminaire de Ligue des Champions, provoquant l'élimination du FC Metz.

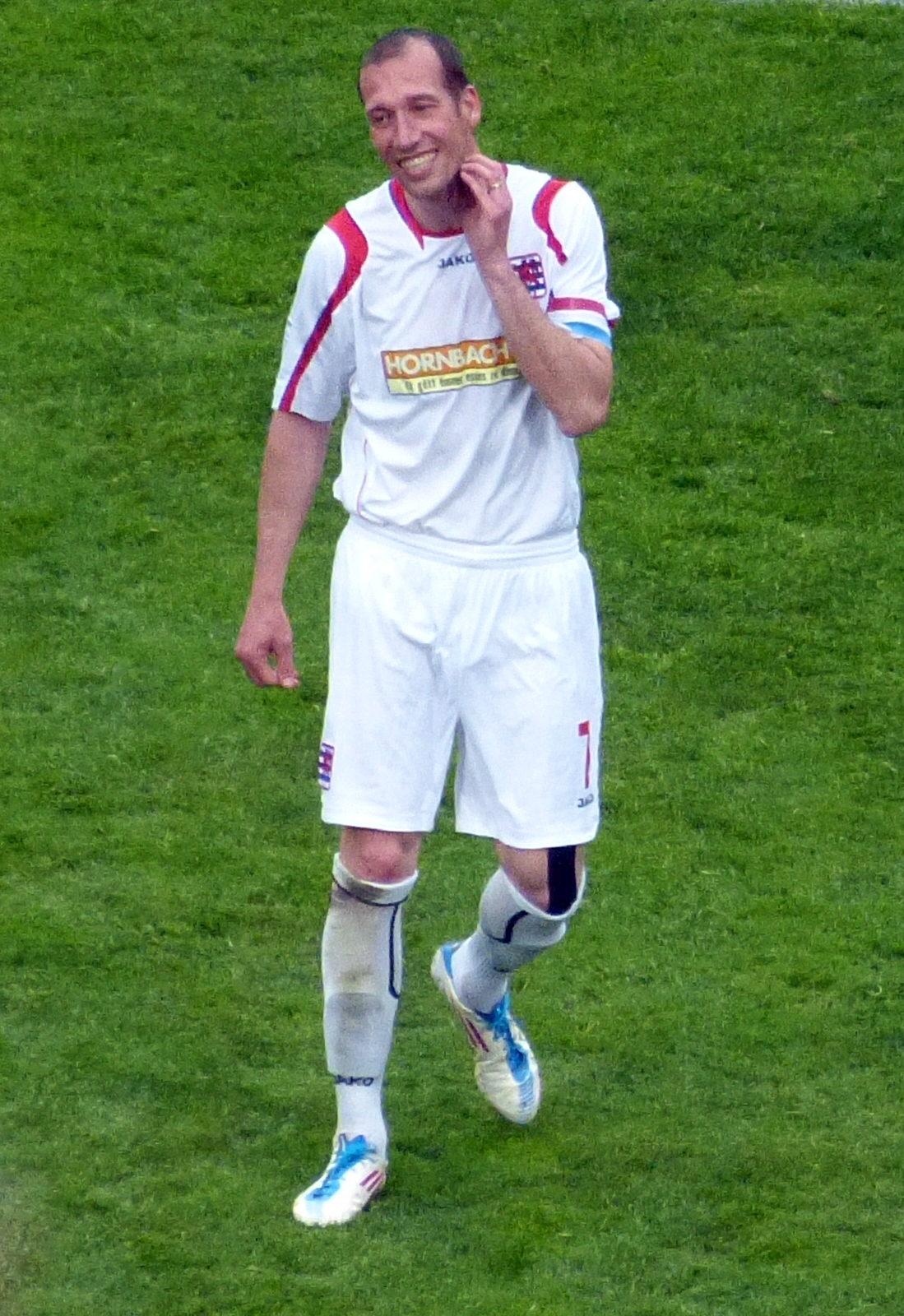
Jeff Strasser en international luxembourgeois en 2013

Il rejoint alors la Bundesliga et joue trois saisons pour le FC Kaiserslautern, où il s'impose comme un titulaire indiscutable. Il rejoint ensuite le Borussia Mönchengladbach en 2002. Libéré par son club à l'été 2006, il retourne en France pour signer avec le RC Strasbourg, qui, après être remonté à l'étage supérieur l'année suivante, le laisse libre. Il retourne ainsi, à 32 ans, au FC Metz.
En août 2009, il signe au club suisse de Grasshopper Zurich après avoir joué quelques matchs avec le CS Fola Esch où il finira sa carrière de joueur en 2010.
International luxembourgeois depuis 1993, Jeff Strasser détient le record des sélections avec 98 matchs et a marqué 7 buts, dont un coup franc direct en septembre 2008 contre la Suisse lors d'une retentissante victoire luxembourgeoise à Zurich (2-1).

## Palmarès

### Joueur
- Vainqueur de la Coupe de la Coupe de la Ligue en 1996 avec le FC Metz.
- Vice champion de France en 1998 avec le FC Metz.
- Finaliste de la Coupe de Ligue en 1999 avec le FC Metz.
- Deuxième joueur le plus capé de l'histoire avec le Luxembourg ou il porte 98 fois le maillot.

### Entraineur
- Champion du Luxembourg avec le CS Fola Esch en 2013, 2015 et 2020

## Buts internationaux
| # | Date              | Lieu                                    | Adversaire    | Résultat | Compétition                       |
| - | ----------------- | --------------------------------------- | ------------- | -------- | --------------------------------- |
| 1 | 7 octobre 2000    | Stade Josy Barthel, Luxembourg          | Slovénie      | 1–2      | Éliminatoires Coupe du monde 2002 |
| 2 | 17 avril 2002     | Stade Alphonse Theis, Hesperange        | Liechtenstein | 3–3      | Amical                            |
| 3 | 30 avril 2003     | Puskás Ferenc Stadion, Budapest         | Hongrie       | 5–1      | Amical                            |
| 4 | 19 août 2003      | Stade de la Frontière, Esch-sur-Alzette | Malte         | 1–1      | Amical                            |
| 5 | 18 août 2004      | Tehelné Pole, Bratislava                | Slovaquie     | 3–1      | Éliminatoires Coupe du monde 2006 |
| 6 | 10 septembre 2008 | Letzigrund, Zurich                      | Suisse        | 1–2      | Éliminatoires Coupe du monde 2010 |
| 7 | 3 mars 2010       | Stade Josy Barthel, Luxembourg          | Azerbaïdjan   | 1–2      | Amical                            |

## Source
- Marc Barreaud, Dictionnaire des footballeurs étrangers du championnat professionnel français (1932-1997), L'Harmattan, 1997.